# 張鏞
張鏞（1431年—？），字大器，直隸河間府滄州鹽山縣人，民籍，明朝政治人物。進士出身。

## 生平
順天府鄉試第一百六名。成化五年（1469年）乙丑科會試第一百七十六名，殿試登進士第三甲第五十五名。

## 家族
曾祖父張士名。祖父張有德。父亲張醇。